# Pont aval
Pont aval (Cầu ở hạ lưu) là một cây cầu bắc qua sông Seine thuộc địa phận Paris, Pháp. Đây là cây cầu cuối cùng ở phía hạ lưu sông Seine nằm trong địa phận của thủ đô, nói nối liền kè Issy-les-Moulineaux (quận 15) với kè Saint-Exupéry (quận 16). Là một phần của đại lộ vành đai của Paris, Pont aval chỉ dành riêng cho ô tô và đây là cây cầu dài nhất Paris.
| Métro Paris | Bến tàu điện ngầm: Porte de Saint-Cloud |

## Lịch sử
Pont aval được khởi công năm 1964 và khánh thành năm 1968. Với chiều dài tổng cộng 312,50 m, đây là cây cầu dài nhất Paris. Nó không có một tên chính thức nào, "aval" (ở hạ lưu) được dùng để chỉ vị trí của chiếc cầu so với các cầu khác ở Paris.